# Museo del santuario di Nostra Signora di Bonaria
Il museo del santuario di Nostra Signora di Bonaria si trova nel chiostro del santuario di Bonaria a Cagliari.
Il museo è formato dalla raccolta di ex voto offerti dai fedeli alla Madonna di Bonaria, da reperti archeologici, modellini navali e arredi sacri.
È composto da un corridoio che dà sul chiostro del convento e da tre sale.

## Corridoio sul chiostro
Nel corridoio sul chiostro sono esposti quadretti votivi ed ex voto di vario genere, per la maggior parte di tema marinaresco. Qui viene inoltre conservato ciò che resta della cassa in legno in cui, si narra, i frati rinvennero la statua della Madonna col Bambino, sulla spiaggia sottostante il colle di Bonaria, nell'anno 1370.

## Prima sala
Vi sono raccolti dei reperti archeologici del colle di Bonaria, già frequentato in periodo pre-nuragico e fenicio, che ospitava una necropoli tardo-punica e romana e su cui sono state ritrovate alcune tombe cristiane.
Nella stessa sala è ospitata la ricostruzione del castello aragonese ed è illustrata la storia dell'Ordine di Santa Maria della Mercede.

## Seconda sala
Espone circa centocinquanta antichi modelli navali che costituiscono una sorta di sommario della storia dell'arte navale, dalle antiche galere alle navi moderne. Vi è anche la navicella d'avorio che era esposta nel santuario e che segnalava i venti fuori dal golfo.
Vi è anche l'ancora d'argento donata dalla regina Margherita di Savoia nel 1899 come ringraziamento per il buon esito della spedizione al polo nord, guidata da Luigi Amedeo di Savoia-Aosta, duca degli Abruzzi.
Nella stanza sono inoltre visibili le mummie di alcuni membri della nobile famiglia di Alagon, morti di peste nel 1605; la mummificazione è dovuta al carbonato di calcio formatosi in quanto essi vennero sepolti in tombe scavate nella pietra calcarea del santuario.

## Terza sala
Contiene il tesoro della basilica, ex voto e preziosi arredi sacri offerti da sovrani e papi, tra cui le corone d'oro offerte da Carlo Emanuele I di Savoia e doni offerti da papa Pio XI, papa Paolo VI, papa Giovanni Paolo II e papa Benedetto XVI.